# گروه جی‌ام‌آر
گروه جی‌ام‌آر (انگلیسی: GMR Group) شرکت خوشه‌ای هندی است، که در سال ۱۹۷۸ تأسیس شد.